# Dendroceratida
Дендроцерати (лат. Dendroceratida) — ряд губок класу звичайні губки (Demospongiae).

## Загальна інформація
Характерний для морських вод.

## Класифікація
Має 2 родини:
- Родина Darwinellidae Merejkowsky, 1879
- Родина Dictyodendrillidae Bergquist, 1980

Колишні таксони:
- Родина Aplysillidae прийнята як Darwinellidae